# Пойнт-Маріон (Пенсільванія)
Пойнт-Маріон (англ. Point Marion) — місто (англ. borough) в США, в окрузі Файєтт штату Пенсільванія. Населення — 1156 осіб (2020).

## Географія
Пойнт-Маріон розташований за координатами 39°44′8″ пн. ш. 79°54′2″ зх. д. / 39.73556° пн. ш. 79.90056° зх. д. (39.735608, -79.900513).  За даними Бюро перепису населення США в 2010 році місто мало площу 1,21 км², з яких 1,02 км² — суходіл та 0,19 км² — водойми.

## Демографія
Згідно з переписом 2010 року, у селищі мешкало 1159 осіб у 482 домогосподарствах у складі 314 родин. Густота населення становила 958 осіб/км².  Було 552 помешкання (456/км²).
Расовий склад населення:
| - 98,1 % — білих - 0,6 % — чорних або афроамериканців - 0,1 % — корінних американців - 0,1 % — азіатів |

До двох чи більше рас належало 0,9 %. Частка іспаномовних становила 1,0 % від усіх жителів.
За віковим діапазоном населення розподілялося таким чином: 18,2 % — особи молодші 18 років, 63,0 % — особи у віці 18—64 років, 18,8 % — особи у віці 65 років та старші. Медіана віку мешканця становила 42,3 року. На 100 осіб жіночої статі у селищі припадало 93,5 чоловіків;  на 100 жінок у віці від 18 років та старших — 93,5 чоловіків також старших 18 років.
Середній дохід на одне домашнє господарство  становив 50 316 доларів США (медіана — 39 514), а середній дохід на одну сім'ю — 64 920 доларів (медіана — 52 222). За межею бідності перебувало 20,1 % осіб, у тому числі 27,1 % дітей у віці до 18 років та 14,0 % осіб у віці 65 років та старших.
Цивільне працевлаштоване населення становило 475 осіб. Основні галузі зайнятості: освіта, охорона здоров'я та соціальна допомога — 24,0 %, роздрібна торгівля — 17,7 %, мистецтво, розваги та відпочинок — 9,9 %, будівництво — 7,8 %.